# Peace Pilgrim

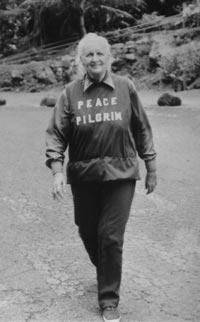
Peace Pilgrim 1980 auf Hawaii

Mildred Lisette Norman (* 18. Juli 1908; † 7. Juli 1981 Indiana), besser bekannt als Peace Pilgrim, war eine amerikanische Friedensaktivistin.

## Leben
Peace Pilgrim ist 28 Jahre lang durch die Vereinigten Staaten gewandert und hat dabei mehr als 40.000 Kilometer zurückgelegt, um ihre Ideen über den Frieden zu verkünden. Sie nannte sich „Peace Pilgrim“ und benutzte später ihren eigenen Namen gar nicht mehr. Wenn sie pilgerte, nahm sie nicht mehr mit als die Kleidung, die sie trug, einen Kamm, einen Kugelschreiber und eine Zahnbürste. Ihre Pilgerreise dauerte fast drei Jahrzehnte und begann am 1. Januar 1953 in Pasadena, Kalifornien. Sie war eine häufige Rednerin in Kirchen, Universitäten und lokalen und nationalen Radio- und Fernsehsendern. Am 7. Juli 1981 kam Peace Pilgrim bei einem Autounfall in der Nähe von Knox, Indiana, ums Leben.

## Sonstiges
1952 war sie die erste Frau, die den gesamten Appalachian Trail in einer Saison zurücklegte.

## Werke
- Steps Toward Inner Peace (1964)
- Peace Pilgrim, Her Life and Work in her Own Words (1983), deutsch: Die Friedenspilgerin: Peace Pilgrim, Yoga Vidya, 2014
- Peace Pilgrim: The Spirit of Peace (1997)
- Peace Pilgrim: An American Sage Who Walked Her Talk (2000)